# Chernes ewingi
Chernes ewingi es una especie de arácnido  del orden Pseudoscorpionida de la familia Chernetidae.

## Distribución geográfica
Se encuentra en Míchigan y Illinois en (Estados Unidos).